# Picnic at Hanging Rock (miniserie televisiva)
Picnic at Hanging Rock è una miniserie televisiva australiana, liberamente tratta dall'omonimo romanzo scritto da Joan Lindsay nel 1967.

## Trama
Tre studentesse del collegio Appleyard e una loro insegnante scompaiono misteriosamente nel giorno di San Valentino del 1900, durante una gita picnic ai piedi del gruppo roccioso di Hanging Rock, ad una cinquantina di chilometri da Melbourne in Australia.

## Puntate
| nº | Titolo originale | Pubblicazione AUS | Prima TV Italia |
| -- | ---------------- | ----------------- | --------------- |
| 1  | Episode 1        | 6 maggio 2018     | 5 giugno 2018   |
| 2  | Episode 2        | 6 maggio 2018     | 5 giugno 2018   |
| 3  | Episode 3        | 6 maggio 2018     | 12 giugno 2018  |
| 4  | Episode 4        | 6 maggio 2018     | 12 giugno 2018  |
| 5  | Episode 5        | 6 maggio 2018     | 19 giugno 2018  |
| 6  | Episode 6        | 6 maggio 2018     | 19 giugno 2018  |

## Personaggi e interpreti

### Personaggi principali
- Mrs Hester Appleyard, interpretata da Natalie Dormer, doppiata da Roberta Greganti.
Direttrice del collegio Appleyard.
- Miranda Reid, interpretata da Lily Sullivan, doppiata da Elena Perino.
- Mademoiselle Dianne de Poitiers, interpretata da Lola Bessis, doppiata da Perla Liberatori.
Insegnante di conversazione francese.
- Michael "Mike" Fitzhubert, interpretato da Harrison Gilbertson, doppiato da Emanuele Ruzza.
- Irma Leopold, interpretata da Samara Weaving, doppiata da Margherita De Risi.
- Marion Quade, interpretata da Madeleine Madden, doppiata da Giulia Franceschetti.
- Sara Waybourne, interpretata da Inez Currò, doppiata da Sara Labidi.
- Edith Horton, interpretata da Ruby Rees, doppiata da Emanuela Ionica.
- Miss Dora Lumley, interpretata da Yael Stone, doppiata da Angela Brusa.
Vicedirettrice e insegnante di portamento e studi biblici.
- Arthur Appleyard, interpretato da Philip Quast.
Defunto marito di Hester.

### Personaggi ricorrenti
- Tomasetti, interpretato da Marcus Graham.
Proprietario della Tomasetti marmo.
- Albert Crundall, interpretato da James Hoare, doppiato da Omar Vitelli.
Tuttofare e stalliere nella tenuta dei Fitzhubert. È il fratello scomparso di Sara Waybourne.
- Tom, interpretato da Mark Coles Smith.
Stalliere del collegio.
- Dott. Mackenzie, interpretato da Don Hany.
- Sergente Bumpher, interpretato da Jonny Pasvolsky, doppiato da Riccardo Rossi.
- Miss Greta McCraw, interpretata da Anna McGahan.
Insegnante di geografia e matematica.
- Mrs Valange, interpretata da Sibylla Budd, doppiata da Eleonora Reti.
Insegnante di arte e letteratura.
- Colonnello Fitzhubert, interpretato da Nicholas Hope, doppiato da Mino Caprio.
- Signora Fitzhubert, interpretata da Roslyn Gentle, doppiata da Antonella Rinaldi.
- Signora Bumpher, interpretata da Kate Box.
- Blanche Gifford, interpretata da Bethany Whitmore.
- Rosamund Swift, interpretata da Mayah Fredes.
- Lily Kenton, interpretata da Alyssa Tuddenham.
- Rose Kenton, interpretata da Kate Bradford.
- Myrtle Dawson, interpretata da Markella Kavenagh.
- Reg Lumley, interpretato da Aaron Glenane, doppiato da Roberto Gammino.
Fratello di Dora, è attratto da Miranda.
- Signor Whitehead, interpretato da John Flaus.
Giardiniere del collegio.
- Minnie, interpretata da Emily Gruhl.

## Produzione
La miniserie è stata girata nel febbraio 2017 a Labassa, Caulfield, Loreto Mandeville Hall, Rippon Lea Estate, Werribee Park, Lysterfield Park e Fraser St Clunes.

## Distribuzione internazionale
La miniserie ha esordito in Australia su Showcase il 6 maggio 2018. Il programma è stato acquistato da BBC nel Regno Unito, Canal+ in Francia e Amazon Video negli Stati Uniti d'America. In Italia è stata trasmessa da Sky Atlantic dal 5 giugno al 19 giugno 2018. È stata trasmessa in Grecia da ERT.